# 杉村京子
杉村 京子（すぎむら きょうこ、1926年〈大正15年〉3月29日 - 2003年〈平成15年〉6月30日）は、日本のアイヌ文化伝承者。母は北海道雨竜郡出身のアイヌ女性である杉村キナラブック。母から伝承されたユカㇻなどの口承文学、チタラペ（花ござ）などの伝統工芸技術を、多くの人々に伝承した。また、私設資料室の開設などを通じて、アイヌ文化の振興に尽力した。

## 経歴
北海道旭川市近文地区のアイヌ集落で誕生した。戦前当時の、まだアイヌへの差別の厳しい時代の中で育った。前半生は「自分がアイヌだということが嫌でたまらなかった」という。結婚相手は和人であったが、30歳代半ばで離婚した。これを機に、「1人のアイヌとして生きなければならない」との意識を強くした。
やがて北海道内各地のアイヌ集落を訪ね、古老たちと出会いを通じて、自身のルーツであるアイヌ文化の魅力を再認識した。母の杉村キナラブックの元へ戻り、母からユカㇻなどの口承文芸や、エムシアッ（刀下げ紐）、サラニプ（背負い袋）、チタラベ（花ござ）などの伝統工芸技術を受け継いだ。アイヌ文様の中でも、製作が最も難しいとされる白黒二色系の紋様「ウオッキキリ」は完全に消滅していたが、この復元にも成功、やがてその名手として知られるようになった。
1989年10月（平成元年）には、アイヌ伝統工芸の保存・伝承により、同年度の旭川市文化奨励賞（民族工芸部門）を受賞した。母キナラブックも同部門で受賞しており、親子2代の受賞となった。
財団法人アイヌ無形文化伝承保存会の理事も務め、同会の記録映画『石狩川アイヌの食べ物』では主演を務めた。アイヌ語教室の開設や私設資料室の設置も行った。
1998年（平成10年）、「引き継いだ伝統文化を一人でも多くの人に伝えたい」という信念と、アイヌ文化の伝承や保存に果たされている功績の大きさを評価され、同年度のアイヌ文化賞を受賞した。
2002年（平成14年）に倒れ、そのまま意識が戻ることはなかった。2003年（平成15年）6月30日、急性肺炎のため、北海道旭川市内の病院で、満77歳で死去した。
旭川市博物館の学芸係長である青柳信克は「伝承者が高齢化して年々少なくなる中、大きな損失」と、その死を惜しんだ。親交のあった三浦綾子記念文学館の副館長である斉藤傑は「単なる伝承者ではなく、社会的な意識を持っていた」と評価した。